# Christian Plaziat
Christian Plaziat (né le 28 octobre 1963 à Lyon) est un athlète français spécialiste des épreuves combinées. Au décathlon, il est champion d'Europe en 1990 et ancien détenteur du record de France (de 1987 à 2016). À l'heptathlon, il est champion du monde en salle en 1995, champion d'Europe en salle en 1992 et 1994, et ancien détenteur du record du monde.

## Carrière sportive
Christian Plaziat était licencié au PL Pierre-Bénite situé dans la banlieue lyonnaise.
Au niveau international, il remporte notamment la médaille d'or de l'heptathlon lors des Championnats du monde en salle de 1995 à Barcelone, mais surtout la médaille d'or du décathlon lors des Championnats d'Europe de 1990 à Split, où il améliore son propre record de France qu'il détiendra de 1987 jusqu'aux Jeux olympiques de 2016 et les 8834 points de Kévin Mayer.

## Palmarès

### International
| Date | Compétition                    | Lieu      | Rang | Points |
| ---- | ------------------------------ | --------- | ---- | ------ |
| 1986 | Championnats d'Europe          | Stuttgart | 7e   | 8 196  |
| 1987 | Championnats du monde          | Rome      | 4e   | 8 307  |
| 1988 | Jeux olympiques                | Séoul     | 5e   | 8 272  |
| 1990 | Championnats d'Europe          | Split     | 1er  | 8 574  |
| 1991 | Championnats du monde          | Tokyo     | 9e   |        |
| 1992 | Championnats d'Europe en salle | Gênes     | 1er  | 6 418  |
| 1993 | Championnats du monde          | Stuttgart | 6e   | 8 398  |
| 1994 | Championnats d'Europe en salle | Paris     | 1er  | 6 268  |
| 1994 | Championnats d'Europe          | Helsinki  | 4e   | 8 127  |
| 1995 | Championnats du monde en salle | Barcelone | 1er  | 6 246  |
| 1995 | Championnats du monde          | Göteborg  | 6e   | 8 206  |
| 1997 | Championnats du monde en salle | Paris     | 5e   | 6 106  |

### Autres
- Décastar : vainqueur en 1986, 1988, 1989, 1990, 1991 (Athlète le plus titré de l'épreuve) et deuxième en 1987 et 1993
- Meeting de Götzis : vainqueur en 1989
- Coupe d'Europe des épreuves combinées individuelles en 1989, 1991 et 1994 (2e en 1993)
- Coupe d'Europe des épreuves combinées par équipes en 1993 et 1994
- Coupe du monde de pentathlon en salle par couple en 1987

### National
- Champion de France de décathlon en 1984, 1987, 1988 et 1989 (2e en 1986)
- Champion de France d'heptathlon en salle en 1988, 1989, 1990, 1991, 1992, 1994, 1995 et 1997
- Trophée B.N.P Pentathlon en 1987
- Champion de France juniors de saut en hauteur en 1981
- Champion de France cadets de saut en hauteur en 1980

## Records

### Records personnels
| Épreuve          | Performance   | Lieu                 | Date              |
| ---------------- | ------------- | -------------------- | ----------------- |
| 100 mètres       | 10 s 55       | Talence              | 30 juin 1990      |
| Longueur         | 7,90 m        | Braud                | 24 mai 1990       |
| Poids            | 15,96 m       | Boulogne-Billancourt | 14 juin 1986      |
| Hauteur          | 2,20 m        | Fontainebleau        | 10 juillet 1983   |
| 400 mètres       | 47 s 10       | Split                | 28 août 1990      |
| 110 mètres haies | 13 s 92       | Noisy-le-Grand       | 4 juillet 1992    |
| Disque           | 49,08 m       | Suresnes             | 19 juin 1986      |
| Perche           | 5,10 m        | Vénissieux           | 3 juillet 1994    |
| Javelot          | 58,22 m       | Talence              | 27 septembre 1987 |
| 1 500 mètres     | 4 min 23 s 49 | Götzis               | 18 juin 1989      |
| Décathlon        | 8 574 pts     | Split                | 29 août 1990      |

| Épreuve         | Performance   | Lieu            | Date            |
| --------------- | ------------- | --------------- | --------------- |
| 60 mètres       | 6 s 78        | Vittel          | 1989            |
| Longueur        | 7,74 m        | Paris           | 1994            |
| Poids           | 14,93 m       | Nogent-sur-Oise | 1995            |
| Hauteur         | 2,13 m        | Gênes           | 29 février 1992 |
| 60 mètres haies | 7 s 77        | Nogent-sur-Oise | 1995            |
| Perche          | 5,20 m        | Gênes           | 29 février 1992 |
| 1 000 mètres    | 2 min 39 s 14 | Nogent-sur-Oise | 1989            |
| Heptathlon      | 6 418 pts     | Gênes           | 29 février 1992 |

### Records battus
- Record du monde de l'heptathlon
- Recordman du monde d'octathlon en salle en 1989, avec 7 084 pts (ex-)
- Recordman d'Europe d'heptathlon en salle en 1992, avec 6 418 pts (ex-)
- Ancien recordman de France de décathlon le 29 aout 1990, avec 8 574 pts (qu'il battit auparavant en 1987, 1988 à 2 reprises, et 1 autre fois en 1990)

## Reconversion
Il a été président du club d'athlétisme de Besançon, et a fondé sa société Christian Plaziat Coaching en 2004.
En 2012, il devient directeur opérationnel d'un château hôtel restaurant 4 étoiles en Haute Savoie. Il est également conseiller municipal de Sillingy depuis 2014.